# Senoculus fimbriatus
Senoculus fimbriatus is een spinnensoort uit de familie Senoculidae. De soort komt voor in Brazilië.